# Подводница (филм)
Подводница (на английски: Submarine) е британски юношески трагикомичен филм, режисиран от Ричърд Айоади. Адаптиран е от едноименния роман на Джо Дънторн от 2008 г. Филмът е дебютен за режисьорската кариера на Айоади.

## Сюжет
Оливът Рейт (Крег Робътс) е 15-годишно момче, което е обсебено със съученичката си Джордана (Ясмин Пейдж). Когато Джордана кани Оливър да се срещнат тайно след училище, тя снима, докато се целуват, с надеждата да накара бившето си гадже да ревнува. Не след дълго тя става негово гадже и след няколко седмици двамата правят секс в стаята на Оливър, докато родителите му ги няма.
У дома Оливър се притеснява за родителите си. Баща му, Лойд (Ноа Тейлър), е депресиран. Ню ейдж гуруто Греъм (Пади Консидайн), бивше гадже на майка му – Джил (Сали Хокинс), се премества в съседната къща и флиртовете му подбуждат подозренията на Оливър.
Връзката на Оливър с Джордана се разраства, но той научава, че майка ѝ има потенциално фатален мозъчен тумор. След ранна коледна вечеря със семейството на Джордана, Оливър решава да спре всякакъв контакт с нея, за да е по-малко уязвима и сантиментална.
Мислейки, че Греъм и майка му имат афера, Оливър се опитва да пооправи връзката на родителите си. Докато търси майка си на плажа, той вижда Джордана с друго момче. Съкрушен, той се запътва към къщи, но по пътя вижда майка си с Греъм и си представя най-лошото. Разгневен, той влиза в къщата на Греъм, напива се и прави няколко малки актове на вандализъм. Когато Греъм се прибира, той намира Оливър и го връща при родителите му. На следващата сутрин Оливър се събужда и вижда, че майка му и баща му не са му ядосани и се сдобряват.
Оливър остава смутен, заради загубата на Джордана и е депресиран със седмици, докато не я вижда на брега на плажа. Бягайки към нея, той ѝ обяснява за действията си и научава, че Джордана или е скъсала с приятеля си, или никога не е имала такъв. Усмихвайки се, те заедно навлизат няколко стъпки навътре към морето.

## Актьорски състав
- Крег Робъртс като Оливър Тейт
- Ясмин Пейдж като Джордана Бевън
- Сали Хокинс като Джил Тейт
- Ноа Тейлър като Лойд Тейт
- Пади Консидайн като Греъм Първис
- Джема Чан като Ким-Лин
- Мелани Уолтърс като Джуд Бевън
- Стефан Родри като г-н Дейви

## Музика
Оригиналните песни са написани и изпълнени от Алекс Търнър, фронтмена на Арктик Мъникс.